# 郭仲词
郭仲词（?—?），《旧唐书》作郭仲辞，唐朝官员，华州郑县（今陕西渭南市华州区）人。唐穆宗的驸马。
郭仲词是郭子仪的曾孙，郭暧和升平公主的孙子，父亲郭钊，母亲沈氏是沈明和长林公主的女儿。郭仲词官至万年县尉，娶饶阳公主。开成二年（837年），唐文宗让殿中少监郭仲文袭父太原郡公，制上，给事中卢弘宣封敕上奏，郭仲文冒嫡不应袭封。郭钊妻沈氏是公主之女，唐代宗皇帝外孙女，其子郭仲词尚饶阳公主。如果郭仲文承嫡，则沈氏当黜，郭仲词也不应该娶公主。唐文宗下诏，以万年县尉郭仲辞袭封。郭仲文因为是太皇太后之侄，不问罪。之后任命郭仲词为银青光禄大夫、检校殿中少监、驸马都尉，袭封太原郡公。